# Careproctus tapirus
Careproctus tapirus är en fiskart som beskrevs av Chernova 2005. Careproctus tapirus ingår i släktet Careproctus och familjen Liparidae. Inga underarter finns listade.